# التحكيم بمساعدة الفيديو

رمز الڤار الذي يظهر على الشاشات أثناء عملية المراجعة

التحكيم بمساعدة الفيديو (بالإنجليزية: video assistant referee) اختصاراً VAR، وتُقرأ ڤار، أو حكم الفيديو المساعد هي تقنيّة تقوم على مراجعة القرارات التي يتخذها حكم المباراة باستخدامِ لقطات فيديو وسمّاعة رأس للتواصل معَ الحكم المُساعد عندَ الضرورة. بعد تجربة واسعة النطاق في عدد من المسابقات الكُرويّة الكبرى، أُضيفت تقنيّة الڤار رسميًا إلى قوانين لعبة كرة القدم من قِبل مجلس الاتحاد الدولي في عام 2018. وعلى الرغمِ من إقرارها بشكلٍ رسميّ إلّا أنّ التقنية تعتمدُ على فلسفة «التداخل الأدنى مُقابل الفائدة القصوى» ما يعني تدخلها بشكل حصري في الحالات الضروريّة وذلك لضمانِ العدالة. تسعى تقنية الڤار بشكل عام إلى توفير وسيلة «لتصحيح الأخطاء التحكيميّة الواضحة» و«الحالات الضروريةّ التي تستوجبُ قرارًا دقيقًا».

## اول استخدام
يعد اليمن من أوائل من استخدموا الفيديو من قبل الحكم اليمني أحمد قائد الأغبري  بشكل غير رسمي لمراجعة القرارات التحكيمية في الدوري اليمني عام 2006. 

## التدخل

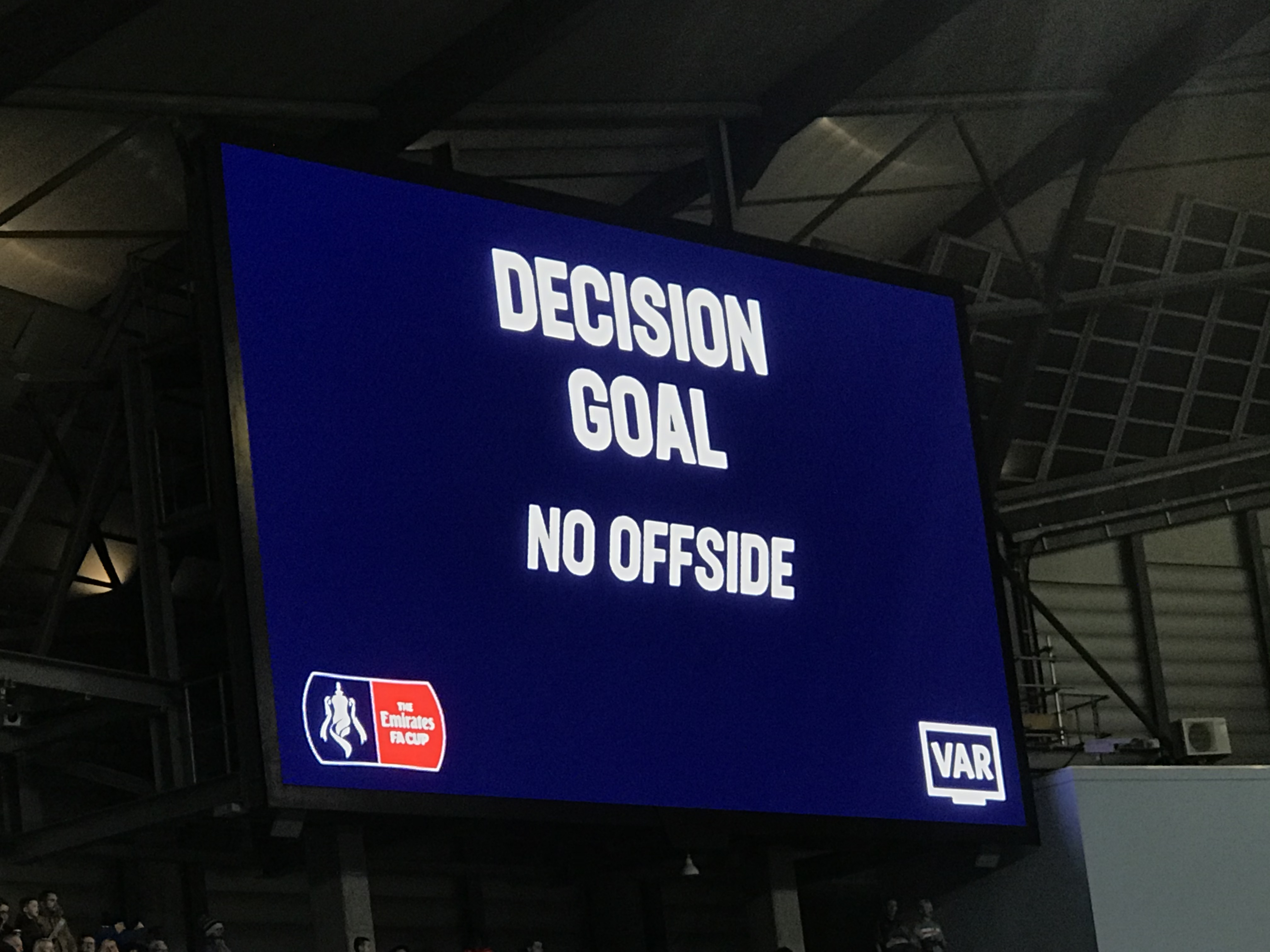
قرار حكم الفيديو المساعد خلال مباراة في كأس الاتحاد الانجليزي على ملعب الاتحاد بمانشستر.

لا تتدخل تقنيّة الڤار بكل أطوار المباراة بل يُمكن للحكم اللجوء لها في أربع حالات فقط وهي كالتالي:
- هدف/عدم وجود هدف: يُمكن لحكم الساحة العودة لتقنيّة الفار عندَ تسجيل أحد الفريقين لهدفٍ حيثُ يتحقّق من صحّته وما إذا كان أحدُ اللاعبين قد ارتكبَ مُخالفةً – على غرار لمس الكرة باليد أو الاعتداء على لاعبٍ آخر وهكذا.
- ركلات الجزاء: يُمكن لحكم المباراة أيضًا العودة إلى تقنية الفار في حال ما أعاقَ مدافع الفريق مهاجمَ الفريق الخصم أو حتى في الحالة التي يدّعي فيها هذا الأخير عرقلته وهكذا. بشكلٍ عام؛ فإنّ الحكم يعودُ للتقنيّة حينما يكونُ هناك شكٌ في وجود ضربة جزاء لكنّه لا يُعلن عنها دومًا بل قد يُنذر في أحيان أخرى المُهاجم بدعوى «التمثيل».
- البطاقة الحمراء: يُمكن لحكم المباراة العودة لتقنيّة الفار أيضًا للتأكّد من تصرف أو سلوكِ لاعبٍ مُعيّن وما إذا كان يستحقّ الطرد المٌباشر أم لا. في مثلِ هذهِ الحالات؛ عادةً ما يعودُ الحكم عندَ منعِ لاعبٍ ما لتسجيل هدف بطريقة غير شرعيّة أو حينما يتدخل بشكلٍ عنيف وفي حالات العض والبصق وحتّى عندَ استخدام إيماءات مسيئة أو مهينة وهكذا.
- تحديد المُنْذَرْ: قد يعودُ الحكم للتقنيّة للتأكّد من هوية اللاعب الذي يستوجبُ الحصول على بطاقة سواءً كانت صفراء أم حمراء.

### عمليّة التحقق

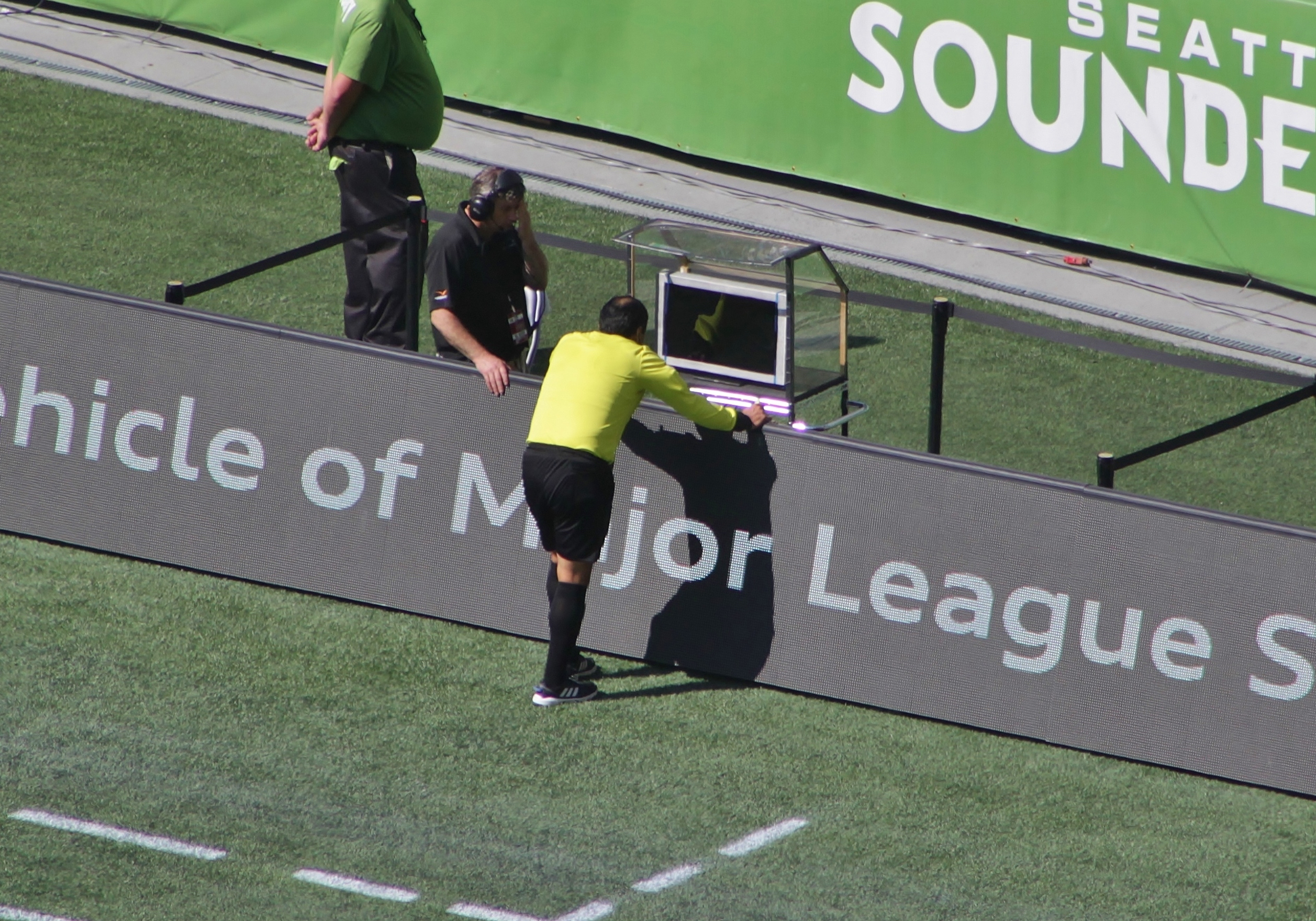
Major League Soccer الحكم يراجع مسرحية باستخدام شاشة جانبية

يقوم فريق الڤار المُتمركز في غرفة تشغيل الفيديو بالتحقق تلقائيًا من أي قرار للحكم في الميدان يندرجُ ضمن الفئات الأربعة القابلة للمراجعة. يُطلق على هذه العملية «الاختيار الصامت» بحيثُ لا يتطلب أي إجراء آخر وعادةً لا يتسبب في أي تأخير. في المُقابل؛ قد يفشلُ فريق الفار في اتخاذ قرارٍ مُعين فيُعلم حكم الساحة – عبر السمّاعات – للعودة بنفسهِ والتحقّق مما جرى مما قد يتسبّبُ في تأخير المباراة بضع ثواني وربما بضع دقائق.
حينما يصفّر حكم المباراة على خطأ ما؛ فهناك ثلاثة سيناريوهات محتملة:
- إلغاء الخطأ بناءً على نصيحة من فريق الفار الموجود في غرفة تشغيل الفيديو
- المراجعة الميدانية والتي تتمثلُ بالأساس في عودة حكم الساحة نفسه لشاشة الفار واتخاذ قرارٍ بناءً على ما شاهده
- تجاهل نصيحة الفار والاعتماد على قراره الشخصي

عمومًا لا يمكن إلغاء أيّ قرار يتخذه الحكم إلّا عند التحقق من الڤار وخاصّة في القرارات المهمّة مثل التسلل أو ما إذا كان قد حدث خطأ داخل أو خارج منطقة الجزاء أو في حالةِ ارتكاب خطأ قد يستوجبُ بطاقة حمراء وبالرغمِ من ذلك فإنّ القرار النهائي يعودُ للحكم الذي يمكنهُ تجاهل نصيحة الفار تمامًا.

### كأس العالم 2018

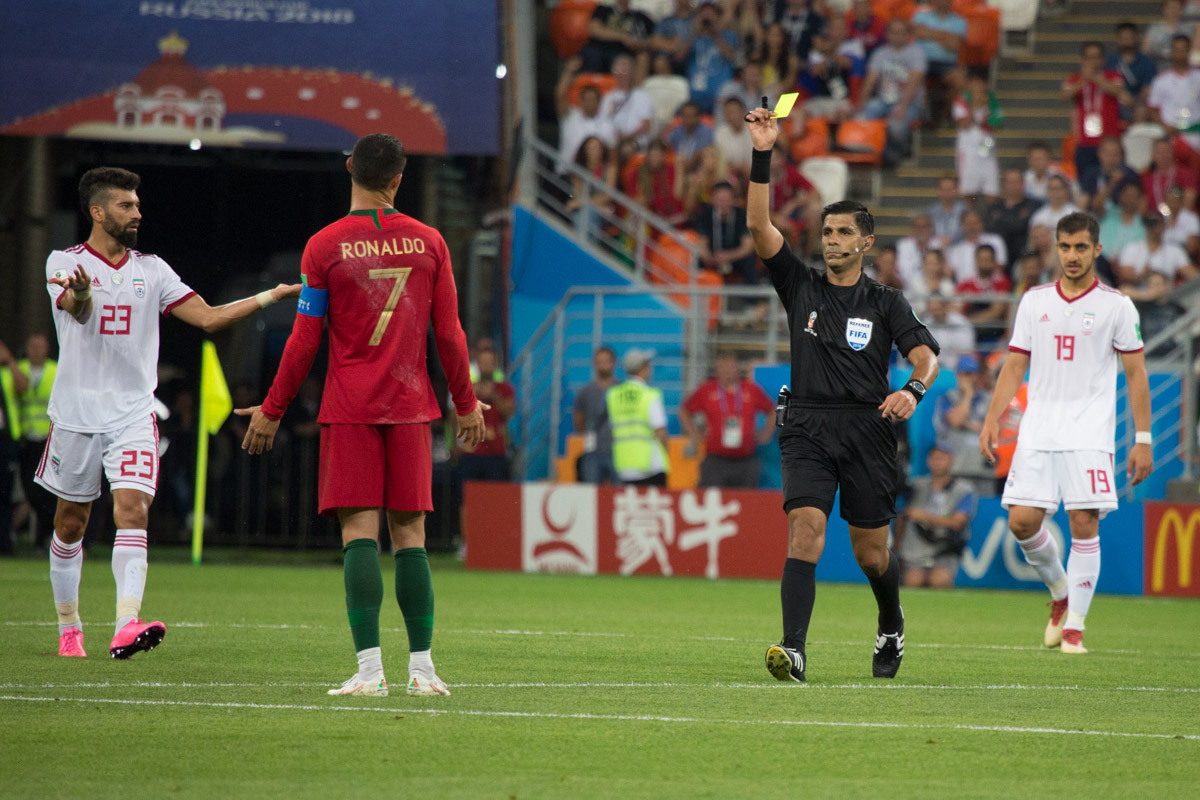
كريستيانو رونالدو يحصل على بطاقة صفراء بعد العودة لتقنية الفيديو لمراجعة «تدخله العنيف» على لاعبٍ من المنتخب الإيراني (عادَ الحكم إنريكي كاسيريس للتقنيّة تحتَ بند إمكانيّة حصول المهاجم البرتغالي على البطاقة الحمراء المُباشرة)